# Крымшамхалов, Юсуф Ибрагимович
Юсу́ф Ибраги́мович Крымшамха́лов (карач.-балк. Кърымшаухалланы Ибрагимни джашы Юсуп, род. 16 ноября 1966 года, Эркен-Шахар, Ставропольский край) — террорист, организатор взрывов жилых домов в России.
Происходит из карачаевского княжеского рода Крымшамхаловых. Прошёл подготовку в лагере Хаттаба под Сержень-Юртом.
В сентябре 1999 года был непосредственным исполнителем терактов в Москве, в результате которых погибли 228 человек. Лично доставил взрывчатку, использованную для взрыва жилых домов, из Кисловодска в Москву.
В феврале 2000 года готовил теракты в Ростове-на-Дону, Краснодаре, Пятигорске, Москве и Санкт-Петербурге, однако большинство членов его группы были задержаны в Ставропольском крае и осуждены. Затем скрылся в Чечне, оттуда перебрался в Грузию, в декабре 2002 года был задержан и экстрадирован в Россию. 12 января 2004 года Московский городской суд приговорил Крымшамхалова к пожизненному лишению свободы.
Отбывает пожизненное лишение свободы в исправительной колонии особого режима в Соликамске.